# Udea radiosalis
Udea radiosalis is een vlinder uit de familie van de grasmotten (Crambidae), uit de onderfamilie van de Spilomelinae. De wetenschappelijke naam van deze soort is voor het eerst voorgesteld als Botys radiosalis door Heinrich Benno Möschler in een publicatie uit 1883.
De soort komt voor in Canada en de Verenigde Staten.